# Castello di Montesa
Il castello di Montesa si trova nel comune di Montesa, nella provincia di Valencia, ed è stato la sede dell'Ordine di Montesa.

## Storia
Costruito in stile gotico sulla sommità del colle che domina la città, era stato donato dal re Giacomo II d'Aragona all'Ordine di Montesa per esserne la casa madre, dove i monaci-cavalieri seguivano la regola di San Benedetto.
Durante il loro regno i Re Cattolici incorporarono nel patrimonio della Corona i magistrati degli ordini di Santiago, di Calatrava e di Alcántara, per ridurne il potere, ma il maestro dell'Ordine di Montesa continuò con grandi onori e privilegi ad agire in modo indipendente.

## Descrizione
È stato descritto come uno dei più forti castelli del Regno di Valencia grazie alle sue spesse mura, alle robuste torri e alla spaziosa piazza d'armi, dove si dice che potessero allenarsi fino a 2.000 uomini. Il suo stile architettonico è il gotico valenciano.
All'interno vi erano il convento, la chiesa dell'Ordine, il palazzo del Maestro, la caserma. Fu centro e rifugio dei musulmani dissidenti fino a quando nell'aprile del 1277 il re Pietro III d'Aragona riuscì a prendere d'assalto il castello.

## Distruzione del castello
Il terremoto del 23 marzo 1748 provocò il crollo di gran parte del castello. Sette anni dopo, il 1 novembre 1755, durante la celebrazione dell'Eucaristia, si verificò un nuovo movimento sismico che provocò il panico tra gli officianti ei fedeli che gremivano la chiesa del castello. Dopo questi eventi il castello fu abbandonato, anche se i suoi resti furono dichiarati monumento architettonico-artistico nel 1926, durante il regno di Alfonso XIII.